# Scott Reagers
Scott Eric Reagers, meglio conosciuto come Scott Reagers (Los Angeles, 31 ottobre 1959), è un cantante statunitense.

## Biografia
È cofondatore nel 1979, insieme al chitarrista Dave Chandler, del bassista Mark Adams e del batterista Armando Costa, dei Tyrant. Nome modificato nel 1981 in Saint Vitus ispirato dal brano Saint Vitus Dance dei Black Sabbath.
Nel 1983 esce il primo demo dal nome 1983 Demo. L'anno successivo uscirà il suo primo album, l'omonimo Saint Vitus, resterà fino al 1986, pubblicando un secondo album Hallow's Victim.
Ritornerà nei Saint Vitus altre due volte, la prima nel 1994 pubblicando l'anno successivo Die Healing, un disco che precedette lo scioglimento della storica band statunitense nel 1996. La seconda nel 2015, pubblicando due album live, Live Vol. 2 nel 2016 a cui seguì nello stesso anno di un altro live intitolato Let the End Begin....
Il 17 maggio 2019 esce il nuovo album con pezzi inediti dei Saint Vitus, con il ritorno del cantante nel gruppo.